# Antonio Possevino

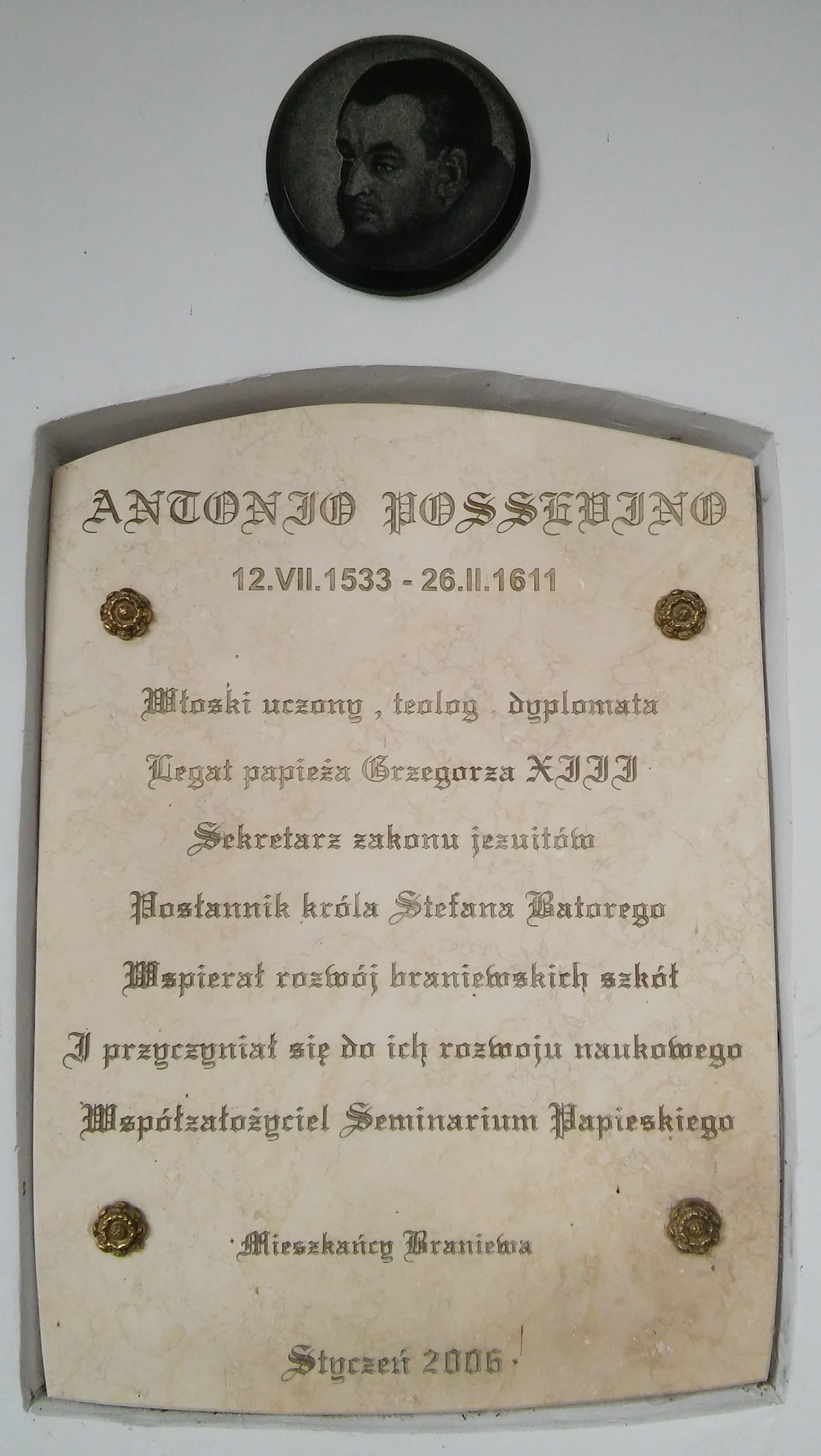
Tablica na budynku Collegium Hosianum w Braniewie, upamiętniająca Antonia Possevino

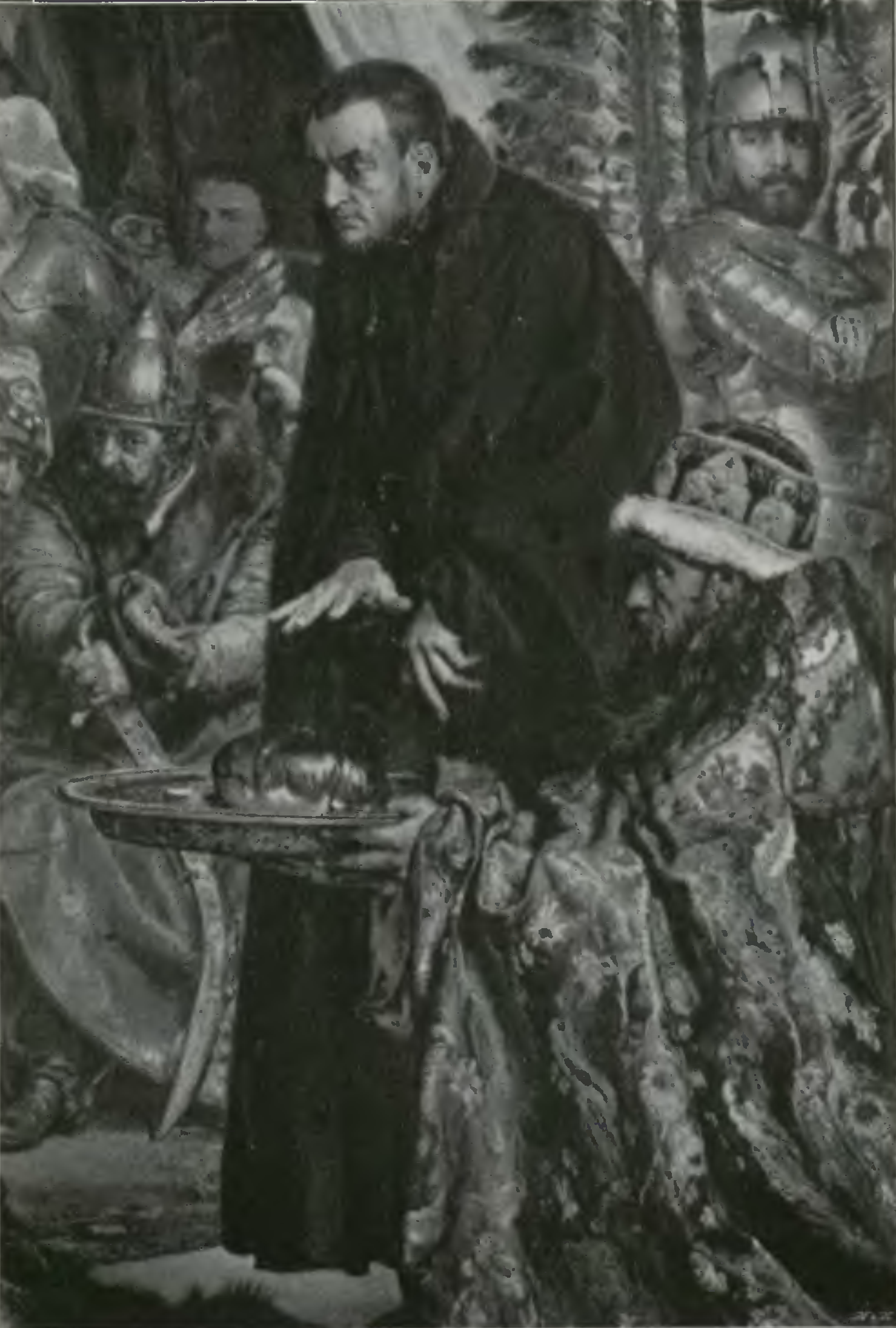
Antonio Possevino na obrazie Jana Matejki Stefan Batory pod Pskowem

Antonio Possevino (ur. 1533 lub 1534 w Mantui, zm. 26 lutego 1611 w Ferrarze) – dyplomata, legat papieski, jezuita, wikariusz generalny Szwecji, Danii i wysp północnych, Moskwy, Inflant, Rusi, Węgier, Pomorza, Saksonii od 1578, doskonały mówca, uczony, teolog, organizator i dyplomata.

## Życiorys
W 1559 wstąpił do zakonu jezuitów i w latach 1572–1578 był sekretarzem jednego z generałów tego zakonu. W 1578 papież Grzegorz XIII wysłał go z misją do Szwecji, gdzie miał doprowadzić do zakończenia wojen inflanckich. Jednocześnie pojechał do Moskwy, przyczyniając się do zawarcia w 1582 polsko-rosyjskiego rozejmu w Jamie Zapolskim. Od 1582 organizował seminaria papieskie: w Braniewie, Wilnie, Rydze, Dorpacie i Kolozsvárze. Był doradcą króla Stefana Batorego. Odsunięty od dworu w 1585, osiadł w Braniewie. Ostatecznie opuścił Polskę w 1587 roku i wykładał w Padwie oraz oddawał się pracy pisarskiej.
Pozostawił bardzo wnikliwy opis państwa rosyjskiego i rządów cara Iwana IV Groźnego. Opisał Moskwę, jej historię, obyczaje i sytuację religijną w książce Moscovia (1586). Z jego polecenia w 1585 do Szwecji z misją specjalną (rekatolicyzacja) wyruszyli jezuici: Bernard Gołyński i Bartłomiej Tomaszewicz.

## Pisma
- Apparatus sacer ad scriptores Veteris et Novi Testamenti (Wenecja, 1603-06)
- Bibliotheca selecta (Rzym, 1593)
- Moscovia (Wilno, 1586) → (pol. tł. Albert Warkotsch, PAX Warszawa 1988, 279 s., ISBN 83-211-0876-8 )
- Dell sacrificia della Messa (Lyon, 1563)
- Il soldato cristiano (Rzym, 1569)
- Notæ verbi Dei et Apostolicæ Ecclesiæ (Poznań, 1586)